# سامانثا جايلز
سامانثا جايلز (بالإنجليزية: Samantha Giles)‏ هي ممثلة بريطانية، ولدت في 2 يوليو 1971 في ميدستون في المملكة المتحدة.

## أعمال

### مسلسلات
- إميرديل

## وصلات خارجية
- سامانثا جايلز على موقع IMDb (الإنجليزية)
- سامانثا جايلز على موقع قاعدة بيانات الفيلم (الإنجليزية)